# یونجه زرد هندی
یونجه زرد هندی (انگلیسی: Melilotus indicus) نام یک گونه از سرده یونجه زرد است.